# Hemigrammus durbinae
Hemigrammus durbinae es una especie del género de peces de agua dulce Hemigrammus, de la familia Characidae en el orden de los Characiformes. Habita en ambientes acuáticos templado-cálidos y cálidos en el área central de Sudamérica.

## Taxonomía
Esta especie fue descrita originalmente en el año 2015 por los ictiólogos Rafaela P. Ota, Flávio C. T. Lima & Carla S. Pavanelli.
Localidad y ejemplares tipo
La localidad tipo es: «Brasil, Amazonas, Careiro, lago Castanho, complejo del lago Janauacá, cuenca del río Solimões, en las coordenadas: 3°48′S 60°23′O / -3.800, -60.383».
El holotipo es el catalogado como: MZUSP 115984, un ejemplar que midió 23,1 mm. Fue colectado el 5 de julio de 1977 por P. Bayley.
Etimología
Etimológicamente el nombre genérico Hemigrammus se construye con palabras en idioma griego, en donde: hemi significa 'mitad' y grammus es 'línea', lo que significa ‘con la mitad de la línea’, en referencia a la línea lateral incompleta. El término específico durbinae es un epónimo que refiere al apellido del limnólogo Marion Durbin Ellis rindiéndole honor por su estudio sobre este género.

## Distribución
Esta especie se distribuye en lagunas y cursos fluviales templado-cálidos y cálidos en el área central de América del Sur, en las regiones centrales y occidentales de la cuenca del Amazonas, en la cuenca media y superior del río Madeira, el bajo río Purús, la cuenca media del río Solimões y el tramo inferior del río Tapajós. También habita en la cuenca del Plata, tanto en la subcuenca del río Paraguay como en la cuenca del Alto Paraná, con registros en Paraguay y Brasil. Posiblemente también viva en el nordeste de la Argentina y en el tramo del río Paraguay de Bolivia.

## Características
Hemigrammus durbinae se diferencia por carecer de mancha humeral y poseer dos parches oscuros en los lóbulos de la aleta caudal. La especie más parecida es Hemigrammus marginatus de la que se distingue porque sus manchas son más oscuras y los extremos de los lóbulos caudales son hialinos, en cambio H. marginatus posee el color oscuro en tono más débil y los extremos son oscuros, no hialinos.